# Львов, Геннадий Георгиевич
Геннадий Георгиевич Львов (род. 15 сентября 1947 года, Березники) — советский легкоатлет и тренер по лёгкой атлетике. Чемпион СССР в помещении 1976 года на дистанции 1500 м. Мастер спорта СССР (1974). Заслуженный тренер России (2002).

## Биография
Родился 15 сентября 1947 года в городе Березники Молотовской области.
В 1966 году окончил среднюю школу и переехал в Свердловск, где поступил учиться на радиотехнический факультет Уральского политехнического института. На первом курсе института начал заниматься в секции лёгкой атлетики у тренера Бориса Яковлевича Новожилова.
После окончания института в 1972 году поступил на работу тренером-преподавателем в спортивный клуб «Калининец» на заводе им. Калинина, где продолжил активно заниматься лёгкой атлетикой. Участник международных соревнований — матчей СССР — США (1976), СССР — ГДР — Польша и других.
В 1981 году, после окончания спортивной карьеры, перешёл на тренерскую работу. Работал в группе Бориса Яковлевича Новожилова в спортивном клубе «Калининец». В 1987 году работал тренером-преподавателем в СКА-17, а в январе 1988 года перешёл на работу в спортивный клуб «Луч» Уральского оптико-механического завода.
За годы работы тренером, Львов подготовил ряд спортсменов, среди которых:
- Александр Сугоняев — двукратный бронзовый призёр Сурдлимпиад (2001, 2005), 8-кратный чемпион Европы, 15-кратный чемпион России[2],
- Наталья Львова (Бетехтина) — бронзовый призёр чемпионата СНГ и России 1992 года[3], и другие спортсмены[4][5][6].

Женат на бывшей легкоатлетке Наталье Львовой (Бетехтиной), есть дочь Ольга (род. 1989).

## Личные результаты
| Год  | Соревнования               | Место проведения | Дистанция | Место | Результат |
| ---- | -------------------------- | ---------------- | --------- | ----- | --------- |
| 1975 | Чемпионат СССР в помещении | Ленинград        | 1500 м    | 2     | 3:49,7    |
| 1976 | Чемпионат СССР в помещении | Москва           | 1500 м    | 1     | 3:46,2    |

## Награды и звания
- Почётное звание «Заслуженный тренер России» (2002).
- Звание «Судья республиканской категории» по лёгкой атлетике.
- Благодарность Президента Российской Федерации (2007)[7].